# Руда (Удине)
Руда (итал. Ruda) —  коммуна в Италии, располагается в регионе Фриули-Венеция-Джулия, в провинции Удине.
Население составляет 2970 человек (2008 г.), плотность населения составляет 155 чел./км². Занимает площадь 19 км². Почтовый индекс — 33050. Телефонный код — 0431.
Покровителем коммуны почитается святой первомученик Стефан, празднование 26 декабря.

## Демография
Динамика населения:

## Администрация коммуны
- Официальный сайт: http://www.comune.ruda.ud.it